# Harnstoffzyklusdefekt
Harnstoffzyklusdefekte sind Stoffwechselerkrankungen, die mit einer Störung der Stickstoff-Ausscheidung einhergehen. Sie führen zu einer Hyperammonämie, also einem krankhaft erhöhten Ammoniakgehalt im Blut. Ammoniak ist ein Stoffwechselgift und kann in hoher Konzentration Schäden an Nervenzellen, insbesondere dem Gehirn, verursachen. Es handelt sich um Erbkrankheiten, die unbehandelt zum Tod führen können, bei frühzeitiger Erkennung und Behandlung jedoch auch gutartig verlaufen können.

## Harnstoffzyklus
Hauptartikel: Harnstoffzyklus
Der Harnstoffzyklus findet in den Zellen der Leber (Hepatozyten) statt. Stickstoff wird mit der Nahrung, beziehungsweise dem Eiweiß aufgenommen und vom Darm über die Pfortader zur Leber transportiert. Ammoniak ist eine chemische Verbindung von Stickstoff und Wasserstoff. Das für den Menschen giftige Ammoniak (NH3) wird im Harnstoffzyklus zum unschädlichen Harnstoff über eine Reihe von Stoffwechselprozessen umgewandelt. Der Harnstoff wird dann über die Nieren im Urin ausgeschieden.

## Krankheiten, die auf Harnstoffzyklusdefekten beruhen
Sechs verschiedene für den Menschen bedeutsame Harnstoffzyklus-Enzymdefekte sind bekannt:
- Carbamoylphosphat-Synthetase I (Carbamoyl-Phosphat-Synthetase 1-Mangel)
- N-Acetylglutamat-Synthetase (NAGS)-Mangel
- Ornithin-Transcarbamylase (OTC)-Mangel[1]
- Argininosuccinat-Synthase (ASS)-Mangel (Citrullinämie Typ I)
- Argininosuccinat-Lyase (ASL)-Mangel (Argininbernsteinsäure-Krankheit)
- Arginase-1-Mangel (Hyperargininämie)

Hauptsymptom ist die Hyperammonämie. Alle Harnstoffzyklusdefekte werden autosomal-rezessiv vererbt, einzige Ausnahme ist der OTC-Mangel, welcher X-chromosomal rezessiv vererbt wird. Ein Harnstoffzyklusdefekt kann sich in jeder Lebensphase erstmals manifestieren.

## Häufigkeit
Die Inzidenz pro Jahr in den USA beträgt in etwa:
- Insgesamt: 1: 8.200
  - OTC-Mangel (Ornithintranscarbamylase-Mangel[4]) 1: 14.000
  - ASS-Mangel 1: 57.000
  - CPS-Mangel 1: 62.000
  - ASL-Mangel 1: 70.000
  - Arginase-Mangel 1: 363.000
  - NAGS-Mangel: keine zuverlässigen Daten bekannt

## Prädilektionszeiten
Meistens manifestieren sich Harnstoffzyklusdefekte im Säuglings- oder Kindesalter, sie können sich jedoch letztlich in jedem Alter erstmals manifestieren. Es gibt jedoch bestimmte Lebensphasen, in denen es gehäuft zum Ausbrechen der Erkrankung kommt.
- Neonatalperiode: spätes Säuglingsalter mit der Umstellung auf relativ proteinreiche Nahrung und dem Beginn einer Zeit mit häufigen Infekten
- Pubertät mit dem sich ändernden Wachstum und psychosozialen Faktoren als Auslöser
- Beginn einer Behandlung mit Valproat
- Frauen während einer Schwangerschaft
- bei gesteigertem Eiweißangebot in der Nahrung oder künstlicher intravenöser Ernährung, zum Beispiel im Rahmen einer größeren Operation

## Manifestationsalter
In folgendem Alter manifestierten sich in einer Studie von 1996 erstmals ein Harnstoffzyklusdefekt:
Im Säuglingsalter: 41,5 %
Späterer Krankheitsbeginn: 58,5 %
männlich
<18 Jahre: 18,9 %
>18 Jahre: 1,5 %
weiblich
<18 Jahre: 31,6 %
>18 Jahre: 6,5 %

## Symptome
Je nach Alter, in dem die Erkrankung sich erstmals zeigt, sind die Symptome unterschiedlich:
- Symptome im Säuglingsalter: Lethargie, Trinkschwäche, Erbrechen, Tachypnoe, Krampfanfälle, Enzephalopathie, Koma, schlimmstenfalls Tod.

- Symptome im Kleinkindalter: Oftmals weit weniger dramatisch als beim Neugeborenen: Gedeihstörung, Nahrungsverweigerung, Ataxie, Irritabilität, Verhaltensauffälligkeiten, Krampfanfälle, unerkannt oft tödliches Koma.

- Symptome bei Jugendlichen und Erwachsenen: Progrediente psychiatrische oder neurologische Symptomatik, rezidivierende akute Symptomatik mit Inappetenz, Lethargie, Reizbarkeit, Agitiertheit, Verwirrtheit, Erbrechen, Kopfschmerzen und Ataxie aufgrund metabolischer Stress-Situationen, Episodisch auftretende metabolische Enzephalopathien (hepatische Enzephalopathie), Koma, schlimmstenfalls Tod.

Eine sehr hohe Ammoniakkonzentration im Blut kann bleibende Schäden am Gehirn verursachen, und so zu einer mentalen Retardierung führen.

## Differentialdiagnose
Folgende Erkrankungen können Harnstoffzyklusdefekten ähneln, sollten jedoch davon abgegrenzt werden: Störungen der Fettsäurenoxidation, Hyperammonämien infolge genetischer Defekte des Aminosäurentransports (Hyperammonämie-Hyperornithinämie-Homocitrullinurie HHH-Syndrom); Lysinurische Proteinintoleranz (LPI), Variante der Glutamatdehydrogenase (Hyperinsulinismus-Hyperammonämie-Syndrom), Citrullinämie Typ II, die passagere Hyperammonämie des Frühgeborenen infolge eines persistierenden Ductus venosus (Arantii), Organoacidämien.

## Therapie

### Akuttherapie
Vorrangiges Ziel der Akuttherapie ist die rasche Senkung der Ammoniakkonzentration im Blut. Prinzipien der Akutbehandlung sind:
- Stopp der Zufuhr von Proteinen (für maximal zwei Tage) oder intravenöser Verabreichung von Aminosäuren
- Intravenöse Zufuhr von Glucose über einen zentralvenösen Katheter und Dauerinfusion von Insulin (Umkehr der katabolen Stoffwechsellage und Wiederherstellung einer anabolen Stoffwechselsituation)
- Medikamentöse Senkung des Ammoniakspiegels (durch Natriumbenzoat, Natriumphenylbutyrat und Carbamylglutamat, Nutzung alternativer Wege der Stickstoffelimination)
- Infusion von Argininhydrochlorid (zur Optimierung der verbliebenen Funktion des Harnstoffzyklus)
- Forcierte Diurese
- Ausgleich des Säure-Base-Status und des Elektrolythaushaltes
- Hämodiafiltration zur Entgiftung (wenn nötig)
- Eine Vermeidung vermehrter Ammoniakproduktion durch Darmbakterien kann durch temporäre antibiotische Darmsanierung und Verabreichung von Laktulose erfolgen

### Langzeittherapie
Bei der Langzeitbehandlung geht es darum, in einem sorgsam aufgestellten Therapieschema die Stickstoffaufnahme so zu gestalten, dass bei Erzielung eines optimalen Wachstums langfristig die Ammoniak- und Glutaminkonzentrationen im Blut möglichst im Normbereich gehalten werden. Dies gelingt insbesondere durch Einschränkung des Eiweißes in der Ernährung, was streng berechnet werden muss anhand einer so genannten bilanzierten Diät.
Zum Teil sind als Teilersatz für natürliches Eiweiß Mischungen von hochwertigen essentiellen Aminosäuren einsetzbar. In besonderen Fällen ist die Ernährung unter Verwendung einer Magensonde oder einer PEG-Sonde möglich.
Medikamentös kann eine Optimierung der verbliebenen Funktion des Harnstoffzyklus durch Einnahme von L-Arginin oder L-Citrullin erfolgen. Eine Nutzung alternativer Wege der Stickstoffelimination „am Harnstoffzyklus vorbei“ kann durch Natriumbenzoat oder Natriumphenylbutyrat erfolgen. Individuell kann eine bedarfsorientierte Supplementierung anderer Substanzen erfolgen wie Citrat, Carnitin, Vitamine und Spurenelemente.
In bestimmten Fällen kann eine Lebertransplantation erforderlich sein, was die einzige Möglichkeit einer Heilung des Harnstoffzyklusdefektes für den Betroffenen bedeutet, jedoch mit nicht unerheblichen Risiken verbunden ist.
So ist zum einen die Verfügbarkeit geeigneter Spender-Organe problematisch, so dass auf Lebern von adulten Spendern zurückgegriffen werden muss. Aufgrund des geringen Platzangebots im Bauchraum eines Neugeborenen/Kleinkinds wird lediglich ein Leberlappen (Splitleber), welcher der Blutgefäßstruktur der Leber geschuldet die kleinste transplantierbare Einheit darstellt, transplantiert. Oftmals verursacht aber auch das bereits ein Platzproblem (Large-for-size-Situation). Als Folge der Transplantation zu großer Organe/Leberlappen kann ein anschließender Bauchdeckenverschluss schwierig bis unmöglich sein, es droht eine Sepsis.
Weitere typische Komplikationen sind schwere Durchblutungsstörungen der transplantierten Leber und Thrombosen. Trotz aller Weiterentwicklungen in der Transplantationsmedizin ist bei Neugeborenen eine Leber- bzw. Split-Lebertransplantation riskant. Verschiedene wissenschaftliche Publikationen deuten einen Zusammenhang zwischen dem Erfolg einer Lebertransplantation und dem Gewicht bzw. Alter des Kindes an. Da es aber bereits in den ersten Tagen nach der Geburt zu stark erhöhten Ammoniakwerten kommen kann, deren Verlauf von schwerer neurologischer Schädigung bis hin zu Koma oder Tod reicht, ist eine metabolische Stabilisierung bereits von Neugeborenen und Kleinkindern mit Harnstoffzyklusdefekt zwingend erforderlich.
Vielversprechend scheint ein Verfahren der Infusion stoffwechselkompetenter Leberzellen zu sein. Dieser Ansatz wird in verschiedenen Varianten von mehreren universitären Einrichtungen, wie auch von der pharmazeutischen Industrie in groß angelegten klinischen Studien weltweit verfolgt. Ende 2013 wurde bei der europäischen Arzneimittelbehörde EMA von Cytonet der Antrag zur (Markt-)Zulassung für ein Leberzellprodukt mit adulten Leberzellen eingereicht.
Wirkmechanismus und Einsatzmöglichkeiten der Leberzelltherapie: In der gängigsten Variante der Leberzelltherapie werden Leberzellen, die aus nicht transplantierbaren Spenderlebern gewonnen werden, über einen Portalvenenkatheter in mehreren Durchgängen in die Leber des Patienten infundiert. Dort sollen sie sich ansiedeln und anstelle der defekten körpereigenen Leberzellen den Abbau des Ammoniaks zu Harnstoff übernehmen. Damit es nicht zu einer Abstoßungsreaktion kommt, werden die Patienten nach der Leberzelltherapie immunsupprimiert.